# جیم بنیستر
جیم بنیستر (انگلیسی: Jim Bannister; ۱ فوریهٔ ۱۹۲۹ – آوریل ۲۰۰۷ (aged 78)) بازیکن فوتبال اهل بریتانیا بود.
از باشگاه‌هایی که در آن بازی کرده‌است می‌توان به باشگاه فوتبال چسترفیلد، باشگاه فوتبال ابسفلیت یونایتد، باشگاه فوتبال نورث‌همپتون تاون، و باشگاه فوتبال شروزبری تاون اشاره کرد.